# Гуга Палавандішвілі
Гуга Палавандішвілі (груз. გუგა ფალავანდიშვილი; нар. 14 серпня 1993, Тбілісі, Грузія) — грузинський футболіст, опорний півзахисник.

## Клубна кар'єра
Народився в Тбілісі. Вихованець «Гагри», до першої команди якої переведений 2011 року. На початку липня 2013 року перейшов до резервної команди столичного «Динамо». Потім грав за «Ділу» (Горі) та «Торпедо» (Кутаїсі). У лютому 2017 року на півроку вперше в кар'єрі виїхав за кордон, виступав за молдовську «Дачію». Потім знову повернувся до Грузії, де захищав кольори кутаїського «Торпедо». З 2018 по 2021 рік знову грав за кордоном, у польському «Подбескідзе», латвійському «Вентспілсі» та грецькій «Ламії». У середині серпня 2021 року приєднався до батумського «Динамо». З початку 2024 року перебуває без клубу.

## Кар'єра в збірній
У футболці національної збірної Грузії дебютував 8 жовтня 2015 року в переможному (4:0) поєдинку кваліфікації чемпіонату Європи 2016 року проти Гібралтару.

## Статистика виступів

### У збірній
| Дата      | Місто   | Господарі | Результат | Гості     | Турнір            | Голи | Примітки |
| --------- | ------- | --------- | --------- | --------- | ----------------- | ---- | -------- |
| 8-10-2015 | Тбілісі | Грузія    | 4 – 0     | Гібралтар | Відбір до ЧЄ 2016 | -    | 57'      |
| Усього    |         | Матчів    | 1         |           | Голів             | 0    |          |

## Досягнення
«Торпедо» (Кутаїсі)
- Ліга Умаглесі
  -  Чемпіон (1): 2017

- Кубок Грузії
  -  Володар (1): 2016

«Діла» (Горі)
- Ліга Умаглесі
  -  Чемпіон (1): 2014/15

«Динамо» (Батумі)
- Суперкубок Грузії
  -  Володар (1): 2022